# Tetragonia
Tetragonia, és un gènere de plantes amb flors de 50-60 espècies dins la família de les aïzoàcies (Aizoaceae). Són natives de les regions tropicals i subtropicals principalment de l'hemisferi sud, a Nova Zelanda, Austràlia, sud d'Àfrica i Amèrica del Sud. El seu nom prové del grec i significa literalment quatre angles.
L'espècie més coneguda del gènere és la verdura de fulla Tetragonia tetragonioides, o Espinac de Nova Zelanda.
Les plantes del gènere són herbàcies o petits arbusts. Les fulles són alternades i suculentes, les flors típicament són de color groc i petites. Els fruits inicialment són suculents però esdevenen secs i llenyosos en envellir.